# ۲۸ فوریه
۲۸ فوریه در تقویم گرگوری، پنجاه و نهمین روز سال است. ۳۰۶ روز (در سال‌های کبیسه ۳۰۷روز) تا پایان سال باقی است.

## رویدادها
- ۱۸۱۳ - پیمان اتحاد سیاسی، نظامی میان روسیه و پادشاهی پروس علیه ناپلئون بناپارت امپراتور فرانسه امضا شد.
- ۲۰۰۵ - در اثر حمله انتحاری عامل اردنی در میان صف متقاضیان پیوستن به پلیس در یک مرکز آموزشی پلیس در حله شهری در عراق ۱۲۷ تن کشته و صدها نفر زخمی شدند. در پی این حادثه دو کشور سفرای خود را فرا خوانده و روابطشان رو به تیرگی گذاشت.
- ۲۰۱۳ - بندیکت شانزدهم به عنوان اولین اولین پاپ از سال ۱۴۱۵ از سمت خود کناره گیری کرد.

## زادروزها
- ۶۲۸ - خسرو پرویز، بیست‌وسومین شاهنشاه امپراتوری ساسانی
- ۱۶۸۸ - «پوپ» شاعر و فیلسوف برجسته انگلیسی.

## درگذشت‌ها
- ۱۸۶۹ - آلفونس دولامارتین شاعر، نویسنده و سیاست‌مدار فرانسوی.